# 1780
Portal Geschichte | Portal Biografien | Aktuelle Ereignisse | Jahreskalender | Tagesartikel

◄ |
17. Jahrhundert |
18. Jahrhundert
| 19. Jahrhundert | ►

◄ |
1750er |
1760er |
1770er |
1780er
| 1790er | 1800er | 1810er | ►

◄◄ |
◄ |
1776 |
1777 |
1778 |
1779 |
1780
| 1781 | 1782 | 1783 | 1784 | ► | ►►
Staatsoberhäupter  · Nekrolog  · Literaturjahr · Musikjahr
| Januar | Januar | Januar | Januar | Januar | Januar | Januar | Januar |
| Kw     | Mo     | Di     | Mi     | Do     | Fr     | Sa     | So     |
| ------ | ------ | ------ | ------ | ------ | ------ | ------ | ------ |
| 52     |        |        |        |        |        | 1      | 2      |
| 1      | 3      | 4      | 5      | 6      | 7      | 8      | 9      |
| 2      | 10     | 11     | 12     | 13     | 14     | 15     | 16     |
| 3      | 17     | 18     | 19     | 20     | 21     | 22     | 23     |
| 4      | 24     | 25     | 26     | 27     | 28     | 29     | 30     |
| 5      | 31     |        |        |        |        |        |        |

| Februar | Februar | Februar | Februar | Februar | Februar | Februar | Februar |
| Kw      | Mo      | Di      | Mi      | Do      | Fr      | Sa      | So      |
| ------- | ------- | ------- | ------- | ------- | ------- | ------- | ------- |
| 5       |         | 1       | 2       | 3       | 4       | 5       | 6       |
| 6       | 7       | 8       | 9       | 10      | 11      | 12      | 13      |
| 7       | 14      | 15      | 16      | 17      | 18      | 19      | 20      |
| 8       | 21      | 22      | 23      | 24      | 25      | 26      | 27      |
| 9       | 28      | 29      |         |         |         |         |         |

| März | März | März | März | März | März | März | März |
| Kw   | Mo   | Di   | Mi   | Do   | Fr   | Sa   | So   |
| ---- | ---- | ---- | ---- | ---- | ---- | ---- | ---- |
| 9    |      |      | 1    | 2    | 3    | 4    | 5    |
| 10   | 6    | 7    | 8    | 9    | 10   | 11   | 12   |
| 11   | 13   | 14   | 15   | 16   | 17   | 18   | 19   |
| 12   | 20   | 21   | 22   | 23   | 24   | 25   | 26   |
| 13   | 27   | 28   | 29   | 30   | 31   |      |      |

| April | April | April | April | April | April | April | April |
| Kw    | Mo    | Di    | Mi    | Do    | Fr    | Sa    | So    |
| ----- | ----- | ----- | ----- | ----- | ----- | ----- | ----- |
| 13    |       |       |       |       |       | 1     | 2     |
| 14    | 3     | 4     | 5     | 6     | 7     | 8     | 9     |
| 15    | 10    | 11    | 12    | 13    | 14    | 15    | 16    |
| 16    | 17    | 18    | 19    | 20    | 21    | 22    | 23    |
| 17    | 24    | 25    | 26    | 27    | 28    | 29    | 30    |

| Mai | Mai | Mai | Mai | Mai | Mai | Mai | Mai |
| Kw  | Mo  | Di  | Mi  | Do  | Fr  | Sa  | So  |
| --- | --- | --- | --- | --- | --- | --- | --- |
| 18  | 1   | 2   | 3   | 4   | 5   | 6   | 7   |
| 19  | 8   | 9   | 10  | 11  | 12  | 13  | 14  |
| 20  | 15  | 16  | 17  | 18  | 19  | 20  | 21  |
| 21  | 22  | 23  | 24  | 25  | 26  | 27  | 28  |
| 22  | 29  | 30  | 31  |     |     |     |     |

| Juni | Juni | Juni | Juni | Juni | Juni | Juni | Juni |
| Kw   | Mo   | Di   | Mi   | Do   | Fr   | Sa   | So   |
| ---- | ---- | ---- | ---- | ---- | ---- | ---- | ---- |
| 22   |      |      |      | 1    | 2    | 3    | 4    |
| 23   | 5    | 6    | 7    | 8    | 9    | 10   | 11   |
| 24   | 12   | 13   | 14   | 15   | 16   | 17   | 18   |
| 25   | 19   | 20   | 21   | 22   | 23   | 24   | 25   |
| 26   | 26   | 27   | 28   | 29   | 30   |      |      |

| Juli | Juli | Juli | Juli | Juli | Juli | Juli | Juli |
| Kw   | Mo   | Di   | Mi   | Do   | Fr   | Sa   | So   |
| ---- | ---- | ---- | ---- | ---- | ---- | ---- | ---- |
| 26   |      |      |      |      |      | 1    | 2    |
| 27   | 3    | 4    | 5    | 6    | 7    | 8    | 9    |
| 28   | 10   | 11   | 12   | 13   | 14   | 15   | 16   |
| 29   | 17   | 18   | 19   | 20   | 21   | 22   | 23   |
| 30   | 24   | 25   | 26   | 27   | 28   | 29   | 30   |
| 31   | 31   |      |      |      |      |      |      |

| August | August | August | August | August | August | August | August |
| Kw     | Mo     | Di     | Mi     | Do     | Fr     | Sa     | So     |
| ------ | ------ | ------ | ------ | ------ | ------ | ------ | ------ |
| 31     |        | 1      | 2      | 3      | 4      | 5      | 6      |
| 32     | 7      | 8      | 9      | 10     | 11     | 12     | 13     |
| 33     | 14     | 15     | 16     | 17     | 18     | 19     | 20     |
| 34     | 21     | 22     | 23     | 24     | 25     | 26     | 27     |
| 35     | 28     | 29     | 30     | 31     |        |        |        |

| September | September | September | September | September | September | September | September |
| Kw        | Mo        | Di        | Mi        | Do        | Fr        | Sa        | So        |
| --------- | --------- | --------- | --------- | --------- | --------- | --------- | --------- |
| 35        |           |           |           |           | 1         | 2         | 3         |
| 36        | 4         | 5         | 6         | 7         | 8         | 9         | 10        |
| 37        | 11        | 12        | 13        | 14        | 15        | 16        | 17        |
| 38        | 18        | 19        | 20        | 21        | 22        | 23        | 24        |
| 39        | 25        | 26        | 27        | 28        | 29        | 30        |           |

| Oktober | Oktober | Oktober | Oktober | Oktober | Oktober | Oktober | Oktober |
| Kw      | Mo      | Di      | Mi      | Do      | Fr      | Sa      | So      |
| ------- | ------- | ------- | ------- | ------- | ------- | ------- | ------- |
| 39      |         |         |         |         |         |         | 1       |
| 40      | 2       | 3       | 4       | 5       | 6       | 7       | 8       |
| 41      | 9       | 10      | 11      | 12      | 13      | 14      | 15      |
| 42      | 16      | 17      | 18      | 19      | 20      | 21      | 22      |
| 43      | 23      | 24      | 25      | 26      | 27      | 28      | 29      |
| 44      | 30      | 31      |         |         |         |         |         |

| November | November | November | November | November | November | November | November |
| Kw       | Mo       | Di       | Mi       | Do       | Fr       | Sa       | So       |
| -------- | -------- | -------- | -------- | -------- | -------- | -------- | -------- |
| 44       |          |          | 1        | 2        | 3        | 4        | 5        |
| 45       | 6        | 7        | 8        | 9        | 10       | 11       | 12       |
| 46       | 13       | 14       | 15       | 16       | 17       | 18       | 19       |
| 47       | 20       | 21       | 22       | 23       | 24       | 25       | 26       |
| 48       | 27       | 28       | 29       | 30       |          |          |          |

| Dezember | Dezember | Dezember | Dezember | Dezember | Dezember | Dezember | Dezember |
| Kw       | Mo       | Di       | Mi       | Do       | Fr       | Sa       | So       |
| -------- | -------- | -------- | -------- | -------- | -------- | -------- | -------- |
| 48       |          |          |          |          | 1        | 2        | 3        |
| 49       | 4        | 5        | 6        | 7        | 8        | 9        | 10       |
| 50       | 11       | 12       | 13       | 14       | 15       | 16       | 17       |
| 51       | 18       | 19       | 20       | 21       | 22       | 23       | 24       |
| 52       | 25       | 26       | 27       | 28       | 29       | 30       | 31       |

| Januar | Januar | Januar | Januar | Januar | Januar | Januar | Januar |
| Kw     | Mo     | Di     | Mi     | Do     | Fr     | Sa     | So     |
| ------ | ------ | ------ | ------ | ------ | ------ | ------ | ------ |
| 52     |        |        |        |        |        | 1      | 2      |
| 1      | 3      | 4      | 5      | 6      | 7      | 8      | 9      |
| 2      | 10     | 11     | 12     | 13     | 14     | 15     | 16     |
| 3      | 17     | 18     | 19     | 20     | 21     | 22     | 23     |
| 4      | 24     | 25     | 26     | 27     | 28     | 29     | 30     |
| 5      | 31     |        |        |        |        |        |        |

| Februar | Februar | Februar | Februar | Februar | Februar | Februar | Februar |
| Kw      | Mo      | Di      | Mi      | Do      | Fr      | Sa      | So      |
| ------- | ------- | ------- | ------- | ------- | ------- | ------- | ------- |
| 5       |         | 1       | 2       | 3       | 4       | 5       | 6       |
| 6       | 7       | 8       | 9       | 10      | 11      | 12      | 13      |
| 7       | 14      | 15      | 16      | 17      | 18      | 19      | 20      |
| 8       | 21      | 22      | 23      | 24      | 25      | 26      | 27      |
| 9       | 28      | 29      |         |         |         |         |         |

| März | März | März | März | März | März | März | März |
| Kw   | Mo   | Di   | Mi   | Do   | Fr   | Sa   | So   |
| ---- | ---- | ---- | ---- | ---- | ---- | ---- | ---- |
| 9    |      |      | 1    | 2    | 3    | 4    | 5    |
| 10   | 6    | 7    | 8    | 9    | 10   | 11   | 12   |
| 11   | 13   | 14   | 15   | 16   | 17   | 18   | 19   |
| 12   | 20   | 21   | 22   | 23   | 24   | 25   | 26   |
| 13   | 27   | 28   | 29   | 30   | 31   |      |      |

| April | April | April | April | April | April | April | April |
| Kw    | Mo    | Di    | Mi    | Do    | Fr    | Sa    | So    |
| ----- | ----- | ----- | ----- | ----- | ----- | ----- | ----- |
| 13    |       |       |       |       |       | 1     | 2     |
| 14    | 3     | 4     | 5     | 6     | 7     | 8     | 9     |
| 15    | 10    | 11    | 12    | 13    | 14    | 15    | 16    |
| 16    | 17    | 18    | 19    | 20    | 21    | 22    | 23    |
| 17    | 24    | 25    | 26    | 27    | 28    | 29    | 30    |

| Mai | Mai | Mai | Mai | Mai | Mai | Mai | Mai |
| Kw  | Mo  | Di  | Mi  | Do  | Fr  | Sa  | So  |
| --- | --- | --- | --- | --- | --- | --- | --- |
| 18  | 1   | 2   | 3   | 4   | 5   | 6   | 7   |
| 19  | 8   | 9   | 10  | 11  | 12  | 13  | 14  |
| 20  | 15  | 16  | 17  | 18  | 19  | 20  | 21  |
| 21  | 22  | 23  | 24  | 25  | 26  | 27  | 28  |
| 22  | 29  | 30  | 31  |     |     |     |     |

| Juni | Juni | Juni | Juni | Juni | Juni | Juni | Juni |
| Kw   | Mo   | Di   | Mi   | Do   | Fr   | Sa   | So   |
| ---- | ---- | ---- | ---- | ---- | ---- | ---- | ---- |
| 22   |      |      |      | 1    | 2    | 3    | 4    |
| 23   | 5    | 6    | 7    | 8    | 9    | 10   | 11   |
| 24   | 12   | 13   | 14   | 15   | 16   | 17   | 18   |
| 25   | 19   | 20   | 21   | 22   | 23   | 24   | 25   |
| 26   | 26   | 27   | 28   | 29   | 30   |      |      |

| Juli | Juli | Juli | Juli | Juli | Juli | Juli | Juli |
| Kw   | Mo   | Di   | Mi   | Do   | Fr   | Sa   | So   |
| ---- | ---- | ---- | ---- | ---- | ---- | ---- | ---- |
| 26   |      |      |      |      |      | 1    | 2    |
| 27   | 3    | 4    | 5    | 6    | 7    | 8    | 9    |
| 28   | 10   | 11   | 12   | 13   | 14   | 15   | 16   |
| 29   | 17   | 18   | 19   | 20   | 21   | 22   | 23   |
| 30   | 24   | 25   | 26   | 27   | 28   | 29   | 30   |
| 31   | 31   |      |      |      |      |      |      |

| August | August | August | August | August | August | August | August |
| Kw     | Mo     | Di     | Mi     | Do     | Fr     | Sa     | So     |
| ------ | ------ | ------ | ------ | ------ | ------ | ------ | ------ |
| 31     |        | 1      | 2      | 3      | 4      | 5      | 6      |
| 32     | 7      | 8      | 9      | 10     | 11     | 12     | 13     |
| 33     | 14     | 15     | 16     | 17     | 18     | 19     | 20     |
| 34     | 21     | 22     | 23     | 24     | 25     | 26     | 27     |
| 35     | 28     | 29     | 30     | 31     |        |        |        |

| September | September | September | September | September | September | September | September |
| Kw        | Mo        | Di        | Mi        | Do        | Fr        | Sa        | So        |
| --------- | --------- | --------- | --------- | --------- | --------- | --------- | --------- |
| 35        |           |           |           |           | 1         | 2         | 3         |
| 36        | 4         | 5         | 6         | 7         | 8         | 9         | 10        |
| 37        | 11        | 12        | 13        | 14        | 15        | 16        | 17        |
| 38        | 18        | 19        | 20        | 21        | 22        | 23        | 24        |
| 39        | 25        | 26        | 27        | 28        | 29        | 30        |           |

| Oktober | Oktober | Oktober | Oktober | Oktober | Oktober | Oktober | Oktober |
| Kw      | Mo      | Di      | Mi      | Do      | Fr      | Sa      | So      |
| ------- | ------- | ------- | ------- | ------- | ------- | ------- | ------- |
| 39      |         |         |         |         |         |         | 1       |
| 40      | 2       | 3       | 4       | 5       | 6       | 7       | 8       |
| 41      | 9       | 10      | 11      | 12      | 13      | 14      | 15      |
| 42      | 16      | 17      | 18      | 19      | 20      | 21      | 22      |
| 43      | 23      | 24      | 25      | 26      | 27      | 28      | 29      |
| 44      | 30      | 31      |         |         |         |         |         |

| November | November | November | November | November | November | November | November |
| Kw       | Mo       | Di       | Mi       | Do       | Fr       | Sa       | So       |
| -------- | -------- | -------- | -------- | -------- | -------- | -------- | -------- |
| 44       |          |          | 1        | 2        | 3        | 4        | 5        |
| 45       | 6        | 7        | 8        | 9        | 10       | 11       | 12       |
| 46       | 13       | 14       | 15       | 16       | 17       | 18       | 19       |
| 47       | 20       | 21       | 22       | 23       | 24       | 25       | 26       |
| 48       | 27       | 28       | 29       | 30       |          |          |          |

| Dezember | Dezember | Dezember | Dezember | Dezember | Dezember | Dezember | Dezember |
| Kw       | Mo       | Di       | Mi       | Do       | Fr       | Sa       | So       |
| -------- | -------- | -------- | -------- | -------- | -------- | -------- | -------- |
| 48       |          |          |          |          | 1        | 2        | 3        |
| 49       | 4        | 5        | 6        | 7        | 8        | 9        | 10       |
| 50       | 11       | 12       | 13       | 14       | 15       | 16       | 17       |
| 51       | 18       | 19       | 20       | 21       | 22       | 23       | 24       |
| 52       | 25       | 26       | 27       | 28       | 29       | 30       | 31       |

## Ereignisse

### Politik und Weltgeschehen

#### Europa
- 16. Januar: In der Seeschlacht bei Kap St. Vincent während der Belagerung von Gibraltar vernichtet eine britische Flotte unter Admiral George Rodney, 1. Baron Rodney ein spanisches Geschwader und kann Verstärkungen in das von Spaniern und Franzosen belagerte Gibraltar bringen. Von den neun spanischen Linienschiffen werden sechs erobert, ein weiteres versenkt.
- 2. Juni: Unter der Führung von Lord George Gordon brechen in London die Gordon Riots aus. Die schweren Unruhen gegen die Emanzipation der Katholiken fordern bis zu ihrer endgültigen Niederschlagung am 17. Juni 285 Todesopfer.
- 20. November: Großbritannien erklärt den Niederlanden den Krieg. Der vierte englisch-niederländische Krieg dauert bis 1784.
- 29. November: Nach dem Tod der Kaiserin Maria Theresia wird ihr Sohn Joseph II. zum alleinigen Regenten des Habsburgerreiches.

#### Nordamerika
- April: Bei der Gouverneurswahl in New York wird George Clinton wiedergewählt.
- 29. Mai: Im Gefecht von Waxhaw besiegen britische Kavalleristen unter dem Befehl von Banastre Tarleton eine Einheit der Kontinentalarmee Virginias.
- 15. Juni: Die Verfassung von Massachusetts wird beschlossen und tritt am 25. Oktober in Kraft. Massachusetts schreibt in seiner Verfassung eine Freiheitsklausel fest, die als Verbot der Sklaverei interpretiert wird.
- 16. August: Die Schlacht von Camden endet mit einem vollständigen Sieg der britischen Truppen unter Charles Cornwallis über eine zahlenmäßig überlegene amerikanische Armee unter Horatio Gates.
- 18. August: In der Schlacht von Musgrove Mill besiegen etwa 300 Mann einer patriotischen Miliz eine aus 300 Mann loyalistischer Milizen und 300 Mann britischer Soldaten aus dem nahe gelegenen Fort Ninety Six bestehende Einheit. Die Schlacht stellt einen frühen Wendepunkt auf dem südlichen Kriegsschauplatz des Amerikanischen Unabhängigkeitskrieges dar.
- 2. Oktober: Der britische Offizier John André wird in Tappan, New York, als Spion gehängt.

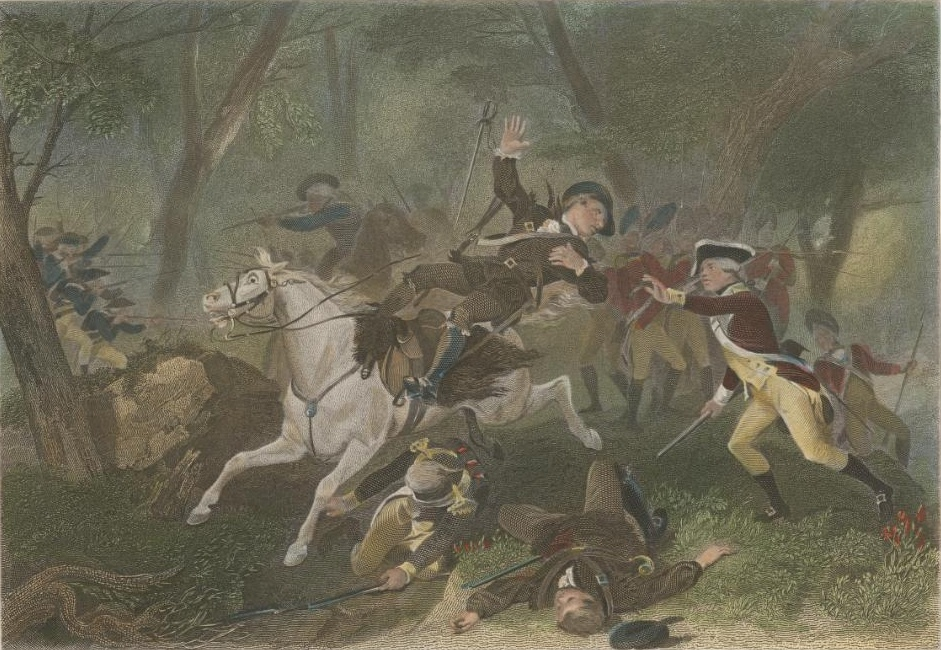
Fergusons Tod in der Schlacht am Kings Mountain

- 7. Oktober: Im Amerikanischen Unabhängigkeitskrieg setzen sich in der Schlacht am Kings Mountain die Kolonisten gegen eine Einheit der britischen Truppen unter Patrick Ferguson durch.
- Pennsylvania beschließt die stufenweise Freilassung aller Sklaven. Sklaven, die nach 1780 geboren sind, werden fortan bei der Vollendung des 28. Lebensjahres freigelassen.
- Die Underground Railroad wird gegründet, ein informelles Netzwerk aus Gegnern der Sklaverei in den Vereinigten Staaten, das flüchtigen Sklaven Schutz und Unterstützung gewährt.

#### Lateinamerika
- Ausbruch des größten andinen Indianeraufstandes unter Führung von José Gabriel Condorcanqui, der sich nach dem letzten Inkaherrscher Túpac Amaru benennt. Der Aufstand erfasst größere Gebiete im heutigen Peru, Ecuador, Bolivien und im Norden Argentiniens.

### Wirtschaft
- 1. Januar: In Preßburg erscheint die erste ungarische Zeitung Magyar hímondó (Ungarischer Kurier).
- 12. Januar: Die von Salomon Gessner gegründete Zürcher Zeitung erscheint mit ihrer Erstausgabe.

### Wissenschaft und Technik
- 16. April: Die Universität in Münster wird eröffnet.
- 4. Mai: Die American Academy of Arts and Sciences wird gegründet.
- Die Transylvania University in Lexington, Kentucky, wird gegründet.

#### Literatur

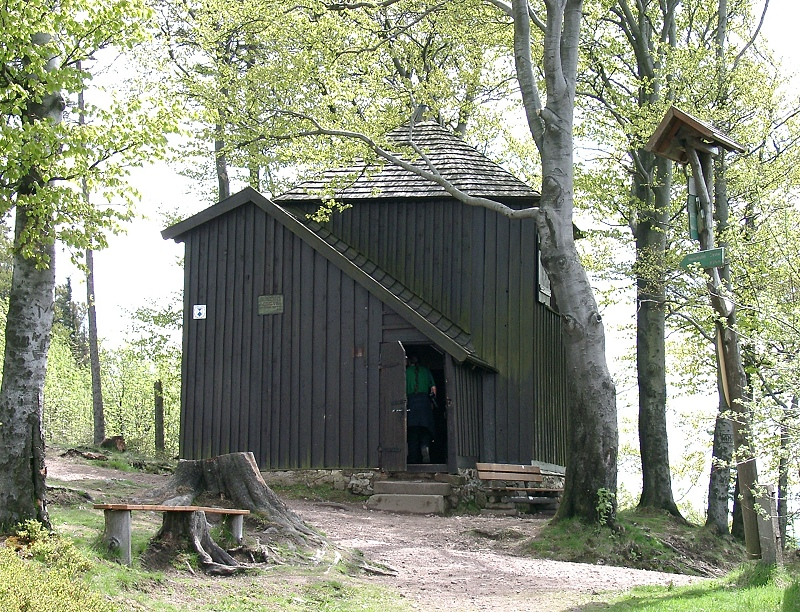
Das Goethehäuschen auf dem Kickelhahn

### Kultur

#### Musik und Theater

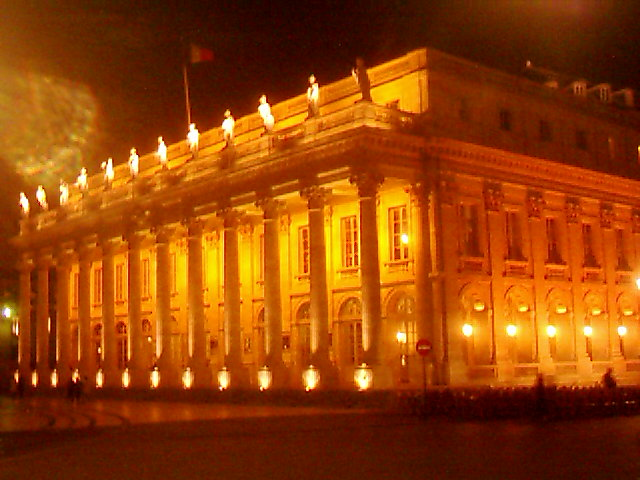
Grand Théâtre
in Bordeaux bei Nacht

- 7. April: In Bordeaux wird das von Victor Louis im Stil des italienischen Klassizismus errichtete Grand Théâtre eröffnet, das von Zeitgenossen als größtes und schönstes Theater in Frankreich bezeichnet wird. Gespielt wird bei der Festveranstaltung Jean Racines Drama Athalie aus dem Jahr 1691.
- 4. Juni: Die Uraufführung der Oper La finta Amante von Giovanni Paisiello findet in Mogiljow am Dnjepr statt.
- 23. September: Die Oper Adelheit von Veltheim von Christian Gottlob Neefe wird in Frankfurt am Main uraufgeführt.
- Johann Andreas Cramer, Kanzler der Christian-Albrechts-Universität zu Kiel, gibt in Altona das Cramersche Gesangbuch heraus.
- In einem englischen Kinderbuch wird erstmals das Weihnachtslied The Twelve Days of Christmas veröffentlicht.

#### Sonstiges
- 12. November: In Wolfersdorf, einem Ort in der Hallertau, missachten vier Bauernburschen ein Tanzverbot. Der Volkstanz Zwiefacher wird deshalb im Gerichtsprotokoll erstmals dokumentiert.

### Gesellschaft
- Der englische Zeitungsverleger und Sozialreformer Robert Raikes gründet in Gloucester die erste Sonntagsschule.

### Religion
- Die von Dominikus Zimmermann im Stil des Rokoko errichtete Frauenkirche in Günzburg wird geweiht.
- Der buddhistische Xumi-Fushou-Tempel, einer der Acht Äußeren Tempel in Chengde in der chinesischen Provinz Hebei, wird im Baustil der Han-Chinesen und der Tibeter zur Feier des 70. Geburtstags des Kaisers Qianlong errichtet, zu der der VI. Penchen Lama der Gelug-Tradition des tibetischen Buddhismus, einer der beiden religiösen und politischen Führer Tibets, seine Glückwünsche überbringen kommt.

### Katastrophen
- 8. Januar: Die iranische Stadt Täbris und rund 400 Dörfer in der Region werden durch ein schweres Erdbeben zerstört, wobei mindestens 50.000 Menschen das Leben verlieren.
- 18. September: Einem schweren Stadtbrand in Gera fällt so gut wie die gesamte Altstadt zum Opfer.
- 10. bis 16. Oktober: Rund 22.000 Menschen sterben, als der Große Hurrikan von 1780 über die Karibikinseln Martinique, St. Eustatius und Barbados hinwegfegt. Dazu verlieren tausende von Seeleuten ihr Leben in Seenot.
- 31. Oktober: Das britische Kriegsschiff Ontario versinkt mit 130 Menschen an Bord in einem Sturm im Ontariosee. Es gibt keine Überlebenden.

### Natur und Umwelt
- 19. Mai: Im Gebiet von Neuengland ist es untertags ungewöhnlich dunkel. Die Gründe für den Dark Day sind bis heute nicht genau geklärt.

### Sport
- 4. Mai: Das erste Derby im Pferdesport wird im englischen Epsom ausgetragen.

## Historische Karten und Ansichten

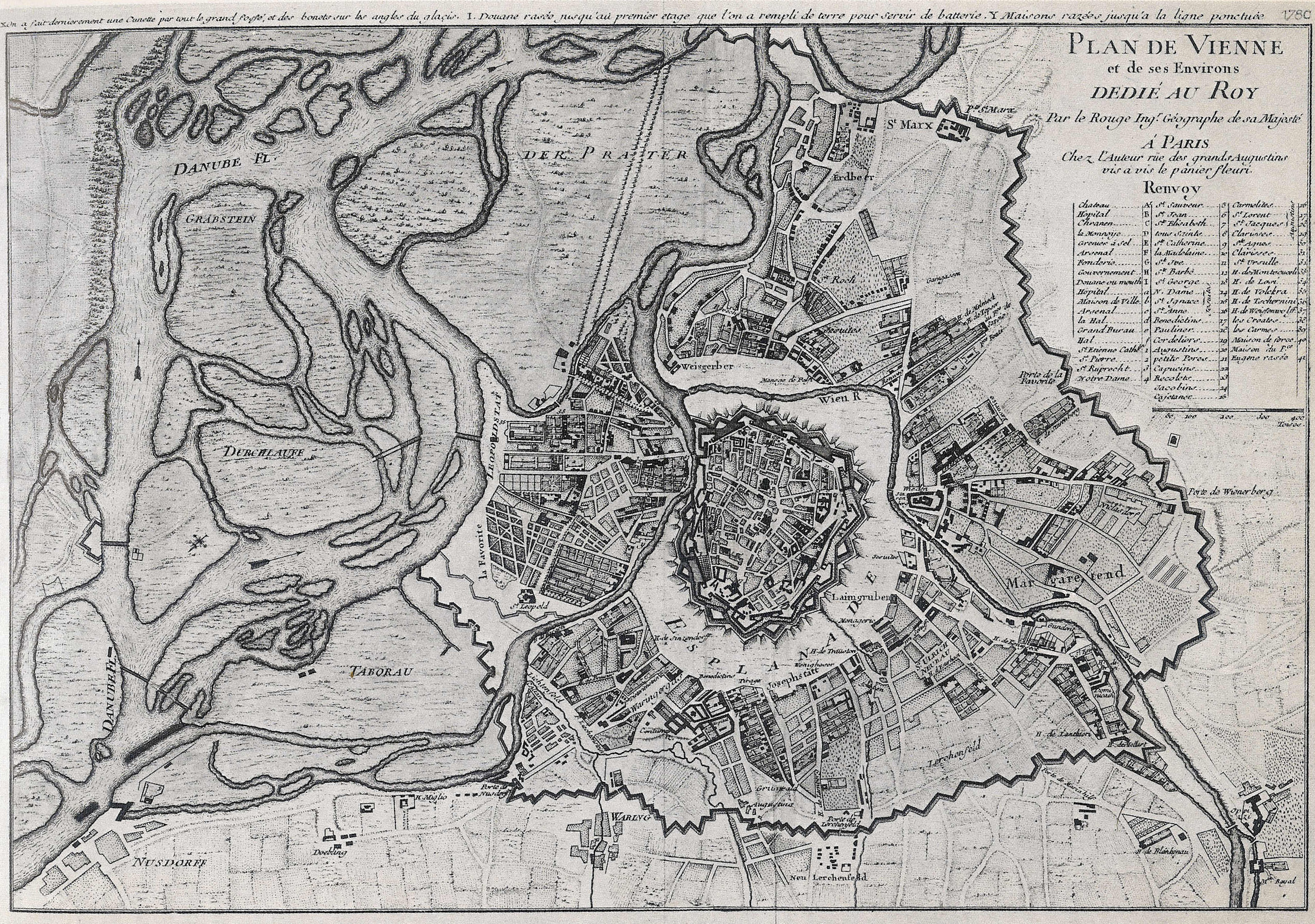
Wien 1780

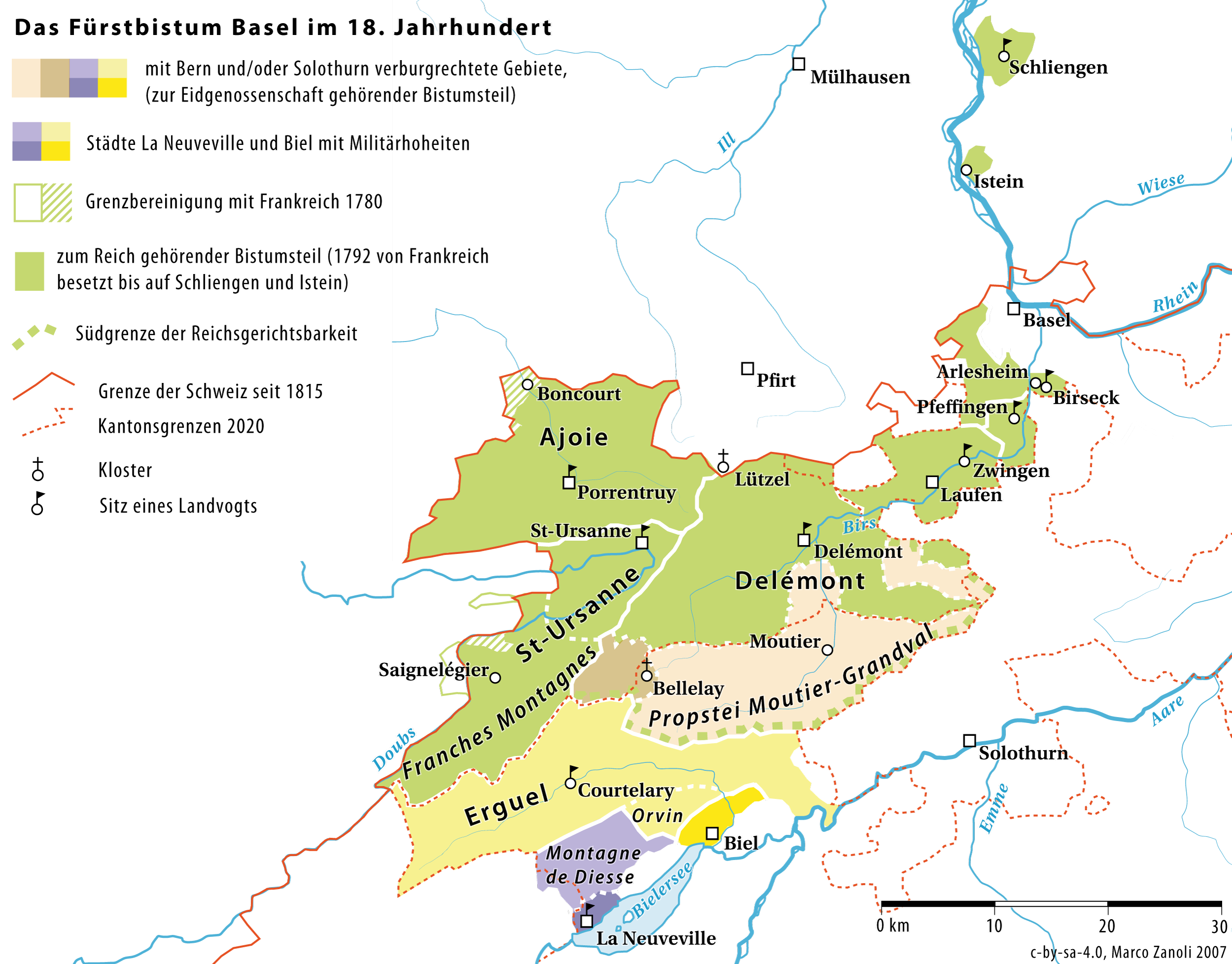
Das Hochstift Basel bis 1780

## Geboren

### Erstes Quartal
- 03. Januar: Johann Christian Woyzeck, deutscher Perückenmacher, Vorlage für die Hauptfigur in Büchners Drama „Woyzeck“ († 1824)
- 04. Januar: Théophile Marion Dumersan, französischer Bühnenautor, Lyriker, Librettist und Numismatiker († 1849)
- 08. Januar: Franz Ludwig von Könitz, deutscher Offizier, Gutsbesitzer und Landtagsabgeordneter († 1840)
- 10. Januar: Martin Lichtenstein, deutscher Physiker, Forscher und Zoologe († 1857)
- 13. Januar: Vinzenz Adelmann, deutscher Mediziner († 1850)
- 13. Januar: Pierre Jean Robiquet, französischer Chemiker († 1840)
- 14. Januar: Henry Baldwin, US-amerikanischer Politiker und Jurist († 1844)
- 15. Januar: John Leeds Kerr, US-amerikanischer Politiker († 1844)
- 15. Januar: Cornelius P. Comegys, US-amerikanischer Politiker († 1851)
- 21. Januar: Rai San’yō, japanischer Historiker und Dichter († 1832)

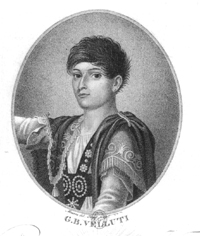
Giovanni Battista Velluti

- 28. Januar: Giovanni Battista Velluti, italienischer Opernsänger, letzter der großen Kastraten († 1861)
- 29. Januar: Gustav Kalixt von Biron, deutscher Generalleutnant in den Koalitionskriegen († 1821)
- 29. Januar: Marianne von der Mark, illegitime Tochter des preußischen Kurfürsten Friedrich Wilhelm II. († 1814)
- 31. Januar: Ignaz Bruder, deutscher Orgelbauer († 1845)
- 02. Februar: Jan van den Bosch, niederländischer Generalleutnant († 1844)
- 11. Februar: Karoline von Günderrode, deutschsprachige Schriftstellerin († 1806)
- 13. Februar: Lewis David von Schweinitz, deutsch-amerikanischer Mykologe und Administrator und Geistlicher der Herrnhuter Brüdergemeine († 1834)
- 14. Februar: Johann Friedrich Naumann, deutscher Naturkundler und Begründer der Vogelkunde in Mitteleuropa († 1857)
- 18. Februar: Johann Georg Daniel Arnold, deutscher Jurist und Schriftsteller († 1829)
- 19. Februar: Rudolf Braendlin, Schweizer Unternehmer und Politiker († 1837)
- 19. Februar: Friedrich Heinrich von der Hagen, deutscher Germanist († 1856)
- 26. Februar: August Thieme, deutscher Dichter († 1860)
- 26. Februar: Christian Samuel Weiss, deutscher Mineraloge und Kristallograph († 1856)
- 08. März: Thomas Carr, US-amerikanischer Musikverleger, Komponist und Organist († 1849)
- 10. März: Eberhard Gottlieb Graff, deutscher Sprachforscher († 1841)
- 10. März: Juan José Landaeta, venezolanischer Komponist († 1814)
- 17. März: Thomas Chalmers, schottischer Schriftsteller und Begründer der Freien Kirche Schottlands († 1847)
- 17. März: August Crelle, deutscher Mathematiker, Architekt und Ingenieur († 1855)
- 19. März: Miloš Obrenović, Fürst von Serbien († 1860)
- 19. März: Franz Theremin, deutscher evangelischer Theologe († 1846)
- 20. März: José Joaquín de Olmedo, ecuadorianischer Jurist, Politiker und Chef der Übergangsregierung von 1845 († 1847)
- 26. März: Julius Eduard Hitzig, deutscher Schriftsteller und Kammergerichtsrat († 1849)
- 27. März: Vincenz von Augustin, österreichischer Feldzeugmeister († 1859)
- 29. März: Johann Georg Bausback, deutscher Jurist († 1851)

### Zweites Quartal
- 07. April: William Ellery Channing, US-amerikanischer Redner, Theologe und Autor († 1842)
- 10. April: George Armistead, US-amerikanischer Lieutenant Colonel († 1818)
- 10. April: Léon Dufour, französischer Arzt und Naturforscher († 1865)
- 14. April: Joseph von Winiwarter, österreichischer Jurist und Hochschullehrer († 1848)
- 16. April: Otto August Rühle von Lilienstern, preußischer General († 1847)
- 23. April: Carl Anton Henschel, deutscher Unternehmer († 1861)
- 26. April: Gotthilf Heinrich von Schubert, deutscher Wissenschaftler († 1860)
- 29. April: Charles Nodier, französischer Schriftsteller († 1844)
- 30. April: Karl Christian Gottlieb Sturm, deutscher Agrarökonom († 1826)
- 01. Mai: Hubert Auer, Fürstbischöflicher Delegat, Propst und Dompropst († 1836)
- 01. Mai: Christine Friederike Auguste, Kurfürstin von Hessen († 1841)
- 01. Mai: Philipp Konrad Marheineke, deutscher Theologe († 1846)
- 01. Mai: John McKinley, US-amerikanischer Politiker und Jurist († 1852)
- 09. Mai: William J. Duane, US-amerikanischer Politiker († 1865)

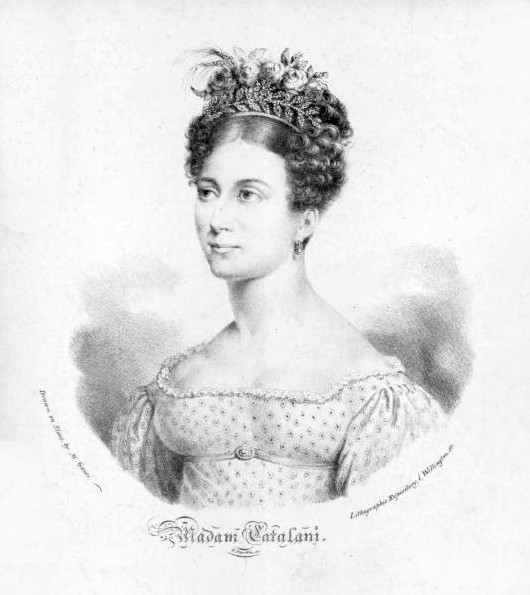
Angelica Catalani

- 10. Mai: Angelica Catalani, italienische Opernsängerin († 1849)
- 11. Mai: Karl Benedikt Hase, deutscher Altphilologe und Bibliothekar († 1864)
- 14. Mai: Gian Menico Cetti, Schweizer Übersetzer († 1817)
- 14. Mai: Jules de Polignac, Premierminister von Frankreich († 1847)
- 20. Mai: Bernardino Rivadavia, argentinischer Staatsmann und erster Präsident († 1845)
- 21. Mai: Elizabeth Fry, britische Reformerin des Gefängniswesens († 1845)
- 28. Mai: Antonie Brentano, möglicherweise Beethovens Geliebte († 1869)
- 02. Juni: Heinrich Leonhard Heubner, deutscher lutherischer Theologe († 1853)
- 16. Juni: Christian Gottlieb Kühn, deutscher Bildhauer († 1828)
- 21. Juni: Martin D. Hardin, US-amerikanischer Politiker († 1823)

### Drittes Quartal

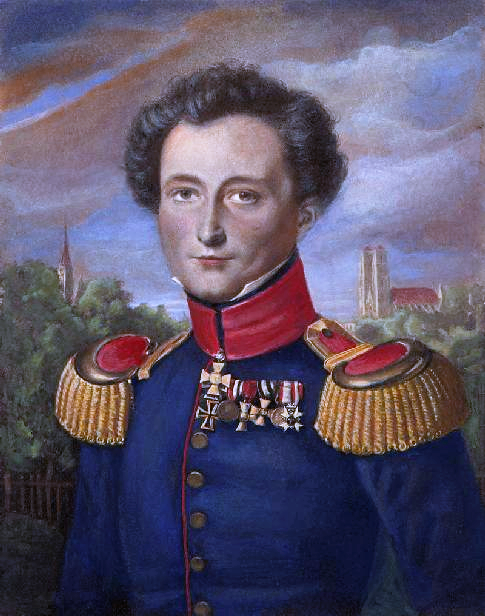
Carl von Clausewitz

- 01. Juli: Carl von Clausewitz, preußischer General und „Kriegsphilosoph“ († 1831)
- 01. Juli: Ludwig Philipp von Bombelles, österreichischer Diplomat († 1843)
- 03. Juli: Friedrich Johann Gottlieb Lieder, deutscher Porträtmaler und Lithograf († 1859)
- 05. Juli: Francesco Antommarchi, französischer Arzt († 1838)

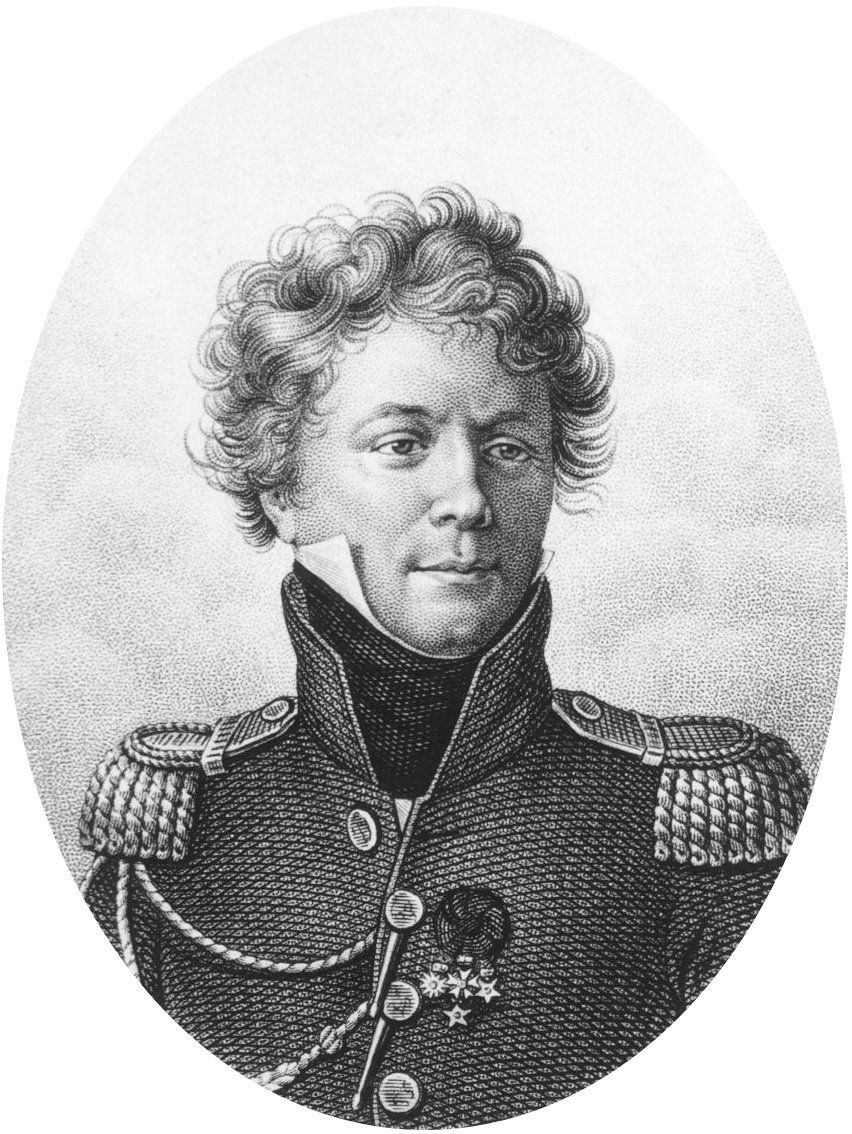
Jean Baptiste Bory de Saint-Vincent

- 06. Juli: Jean Baptiste Bory de Saint-Vincent, französischer Naturwissenschaftler, Botaniker und Oberst († 1846)
- 09. Juli: Ephraim Bateman, US-amerikanischer Politiker († 1829)
- 10. Juli: Franz Ignatz Cassian Hallaschka, mährischer Naturforscher, Mathematiker, Physiker und Astronom († 1847)
- 15. Juni: Theodor Graf Baillet von Latour, österreichischer Kriegsminister († 1848)
- 18. Juni: Michael Henkel, deutscher Komponist († 1851)
- 18. Juli: Bartolomeo Ferrari, italienischer Bildhauer († 1844)
- 25. Juli: Christian Theodor Weinlig, deutscher Musiklehrer, Komponist und Chordirigent († 1842)
- 30. Juli: Julius Friedrich Winzer, deutscher Ethikprofessor und evangelischer Theologe († 1845)
- 31. Juli: Ignatia Jorth, katholische Ordensgründerin († 1845)
- 10. August: Friedrich Joseph Haass, deutsch-russischer Mediziner († 1853)
- 16. August: Jakob Joseph Wandt, von 1842 bis 1849 der dritte Bischof von Hildesheim († 1849)
- 17. August: Ignaz Paul Vitalis Troxler, Schweizer Arzt, Politiker und Philosoph († 1866)
- 19. August: Pierre-Jean de Béranger, französischer Dichter († 1857)
- 21. August: Jernej Kopitar, slowenischer Sprachwissenschaftler und Slawist († 1844)
- 29. August: Jean-Auguste-Dominique Ingres, französischer Maler des Klassizismus († 1867)
- 03. September: Georg Heinrich Lünemann, deutscher Altphilologe und Lexikograf († 1830)
- 03. September: Heinrich Christian Schumacher, dänisch-deutscher Astronom († 1850)
- 08. September: Sebald Brendel, deutscher Jurist und Hochschullehrer († 1844)
- 08. September: George Troup, US-amerikanischer Politiker († 1856)
- 10. September: Johannes von Muralt, Schweizer Pädagoge und reformierter Geistlicher († 1850)
- 22. September: Joseph Agricol Viala, französischer Nationalgardist († 1793)
- 23. September: Julie Philippine Clara Auguste Anschel, deutsche Schriftstellerin und Schauspielerin († 1826)
- 24. September: Hendrik Tollens, niederländischer Schriftsteller flämischer Herkunft († 1856)
- 25. September: Charles Robert Maturin, irischer protestantischer Geistlicher († 1824)
- 28. September: Élie Decazes, französischer Staatsmann († 1860)

### Viertes Quartal
- 01. Oktober: Göran Wahlenberg, schwedischer Botaniker († 1851)
- 05. Oktober: Benedict Arnold, US-amerikanischer Politiker († 1849)
- 06. Oktober: John Chambers, US-amerikanischer Politiker († 1852)
- 15. Oktober: Siegmund Peter Martin, deutscher Politiker († 1834)
- 17. Oktober: Ludwig Wilhelm Zimmermann, deutscher Chemiker, Mineraloge und Hochschullehrer († 1825)
- 20. Oktober: Pauline Bonaparte, Schwester von Napoleon Bonaparte († 1825)
- 22. Oktober: John Forsyth, US-amerikanischer Politiker († 1841)
- 23. Oktober: Joseph Alois Graf von Attems-Heiligenkreuz, österreichischer Feldmarschalleutnant und Landkomtur des Deutschen Ordens († 1871)
- 25. Oktober: Freeman Walker, US-amerikanischer Politiker († 1827)

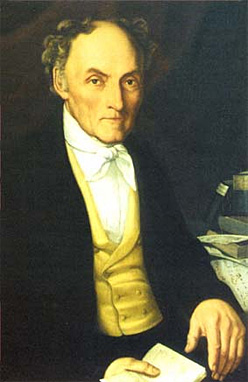
Ernst Anschütz

- 28. Oktober: Ernst Anschütz, deutscher Theologe, Pädagoge und Dichter († 1861)
- 29. Oktober: Carl Friedrich Emil von Ibell, nassauischer Regierungspräsident des Herzogtums Nassau († 1834)
- 03. November: Victor Dourlen, französischer Komponist († 1864)
- 04. November: Philippe-Paul de Ségur, französischer Oberst († 1873)
- 08. November: Samuel Foot, US-amerikanischer Politiker († 1846)
- 09. November: Martin Anwander, österreichischer Orgelbauer († 1838)
- 12. November: Pieter Retief, burischer Voortrekker († 1838)
- 13. November: Ranjit Singh, erster Herrscher des geeinigten Punjab († 1839)
- 15. November: Heinrich Friedrich Theodor Kohlrausch, deutscher Pädagoge und Historiker († 1867)
- 16. November: James FitzGibbon, britischer Offizier († 1863)
- 22. November: Conradin Kreutzer, deutscher Komponist († 1849)

María Teresa de Borbón y Vallabriga, Porträt von Francisco de Goya (1783)

- 26. November: María Teresa de Borbón y Vallabriga, Gräfin von Chinchón und Markgräfin von Boadilla del Monte († 1828)
- 28. November: Karl Wilhelm Ferdinand Solger, deutscher Ästhetiker († 1819)
- 01. Dezember: Bernhard Rudolf Abeken, deutscher Philologe und Schulmann († 1866)
- 02. Dezember: August von der Embde, deutscher Maler († 1862)
- 02. Dezember: Otto von Münchhausen, preußischer Landrat († 1872)
- 05. Dezember: Heinrich August Schott, deutscher lutherischer Theologe († 1835)
- 10. Dezember: Johann Friedrich von Türckheim, elsässisch-französischer Politiker († 1850)
- 13. Dezember: Johann Wolfgang Döbereiner, deutscher Chemiker († 1849)
- 14. Dezember: Karl Robert von Nesselrode, russischer Diplomat und Staatsmann († 1862)
- 16. Dezember: Iver Hesselberg, norwegischer Pfarrer und Autor († 1844)
- 20. Dezember: John Wilson Croker, englischer Parlamentsredner, Dichter und Journalist († 1857)
- 26. Dezember: Mary Somerville, schottische Astronomin und Mathematikerin († 1872)
- 29. Dezember: Jakob Moralt, deutscher Musiker († 1820)
- 30. Dezember: Johann Friedrich Heinrich Schlosser, deutscher Jurist und kaiserlicher Rat († 1851)
- 31. Dezember: Nehemiah R. Knight, US-amerikanischer Politiker († 1854)
- 31. Dezember: Gideon Tomlinson, US-amerikanischer Politiker († 1854)

### Genaues Geburtsdatum unbekannt
- Johann Adam Ackermann, deutscher Landschaftsmaler († 1853)
- Michael Friedrich Adams, deutsch-russischer Botaniker und Naturwissenschaftler († 1838)
- Francis Vyvyan Jago Arundell, britischer Geistlicher und Forschungsreisender († 1846)
- Atçalı Kel Mehmet Efe, osmanischer Zeybek († 1830)
- Daniel Martin, US-amerikanischer Politiker († 1831)
- Ignaz Stupan von Ehrenstein, österreichischer Hofrat († 1840)
- Thomas Hill Williams, US-amerikanischer Politiker († 1840)

### Geboren um 1780
- Friedrich Haberkorn, deutscher Sänger, Schauspieler und Theaterdirektor († 1826)

## Gestorben

### Erstes Halbjahr
- 01. Januar: Johann Ludwig Krebs, deutscher Komponist und Organist (* 1713)
- 10. Januar: Francesco Antonio Vallotti, italienischer Komponist, Musiktheoretiker und Organist (* 1697)
- 21. Januar: Johann Gottlieb Frenzel, deutscher Jurist, Historiker und Philosoph (* 1715)
- 24. Januar: Hiraga Gennai, japanischer Gelehrter, Erfinder und Schriftsteller (* 1728)
- 24. Januar: Christian Ludwig von Hagedorn, deutscher Kunsttheoretiker und -sammler (* 1712)
- 31. Januar: Jonathan Carver, US-amerikanisch-englischer Entdecker (* 1732)
- 04. Februar: Giovanni Battista Passeri, italienischer Archäologe (* 1694)
- 14. Februar: William Blackstone, englischer Jurist (* 1723)
- 16. Februar: Johann Aloys I. zu Oettingen-Spielberg, Fürst des Fürstentums Oettingen-Spielberg (* 1707)
- 17. Februar: Alexius Scheltinga, russischer Forschungsreisender (* 1717)
- 18. Februar: Kristijonas Donelaitis, litauischer Schriftsteller (* 1714)
- 22. Februar: Francesco III. d’Este, Herzog von Reggio und Modena (* 1698)
- 03. März: Joseph Highmore, britischer Maler (* 1692)
- 22. März: Anna Maria Theresia von der Recke zu Steinfurt, Äbtissin im Stift Nottuln (* vor 1723)
- 26. März: Karl I., Herzog von Braunschweig (* 1713)
- 29. März: Otto Ludwig von Stutterheim, preußischer Generalleutnant (* 1718)
- 02. April: Anna Wilhelmine, Prinzessin von Anhalt-Dessau (* 1715)
- 11. April: Moritz Wilhelm von der Asseburg, preußischer Generalmajor (* 1698)
- 21. April: Carl Deichman, norwegischer Fabrikbesitzer und Büchersammler (* 1700 oder 1705)
- 21. April: Ferdinand Zellbell, schwedischer Komponist (* 1719)
- 21. April: Johann Samuel Wiesner, deutscher evangelischer Theologe, Pädagoge und Orientalist (* 1723)
- 23. April: Maria Antonia von Bayern, bayerische Kunstmäzenin und Komponistin, Malerin und Dichterin (* 1724)
- 18. Mai: Charles Hardy, britischer Gouverneur der Provinz New York (* um 1714)
- 21. Mai: Franz Balthasar Schönberg von Brenkenhoff, preußischer Staatswirt (* 1723)
- 26. Mai: Hans von Ahlefeldt, deutscher Geheimrat und Amtmann (* 1710)
- 000Mai:  Christian II. von Münch, deutscher Bankier in Augsburg (* 1724)
- 02. Juni: Józef Baka, polnischer Jesuitenpater, Missionar, Prediger und Dichter (* 1707)
- 03. Juni: Thomas Hutchinson, letzter ziviler Gouverneur der Province of Massachusetts Bay (* 1711)
- 18. Juni: Johann Philipp Seuffert, deutscher Orgelbauer (* 1693)
- 19. Juni: Odano Naotake, japanischer Maler (* 1750)
- 20. Juni: Johann Gottlob Böhme, deutscher Historiker (* 1717)
- 30. Juni: Karl Paul Ernst von Bentheim-Steinfurt, deutscher Adliger (* 1729)

### Zweites Halbjahr
- 01. Juli: Stephen Crane, Delegierter von New Jersey im Kontinentalkongress (* 1709)
- 04. Juli: Karl Alexander von Lothringen, deutscher Hochmeister des Deutschen Ordens (* 1712)
- 08. Juli: Gerhard Schöning, norwegischer Historiker (* 1722)
- 21. Juli: Friedrich Christian Struve, deutscher Mediziner und Hochschullehrer (* 1717)
- 03. August: Étienne Bonnot de Condillac, französischer Philosoph der Aufklärung (* 1714)
- 06. August: Joseph Wanton, Vizegouverneur der Colony of Rhode Island and Providence Plantations (* 1730)
- 17. August: Ferdinand Stosch, deutscher reformierter Theologe (* 1717)
- 19. August: Johann von Kalb, deutsch-US-amerikanischer General während der Amerikanischen Revolution (* 1721)
- 27. August: Johann Wilhelm Fuhrmann, deutscher evangelischer Theologe und Hochschullehrer (* 1750)
- 04. September: John Fielding, britischer Richter, The Blind Beak of Bow Street (* 1721)
- 06. September: Françoise Basseporte, französische Malerin (* 1701)
- 08. September: Jeanne-Marie Leprince de Beaumont, französische Schriftstellerin (* 1711)
- 08. September: Enoch Poor, US-amerikanischer Brigadegeneral in der Kontinentalarmee im Amerikanischen Unabhängigkeitskrieg (* 1736)
- 15. September: Jacob Rodrigues Pereira, portugiesischer Gehörlosenlehrer, der erste Lehrer von tauben Schülern in Frankreich (* 1715)
- 16. September: Heinrich IX., Graf Reuß zu Köstritz (* 1711)
- 23. September: Ernst Friedrich III., Herzog von Sachsen-Hildburghausen (* 1727)
- 24. September: Georg August von Wangenheim, braunschweig-lüneburgischer General (* 1706)
- 02. Oktober: John André, britischer Offizier (* 1750)
- 06. Oktober: Ignaz Sichelbarth, deutsch-böhmischer Jesuiten-Missionar und Maler (* 1708)
- 14. Oktober: Johann Georg Fischer, deutscher Orgelbauer (* 1697)
- 19. Oktober: Johann Heinrich Roth, deutscher Baumeister (* 1729)
- 12. November: Johann Gottfried Weller, deutscher evangelischer Geistlicher und Historiker (* 1712)
- 17. November: Bernardo Bellotto, italienischer Maler (* 1721)

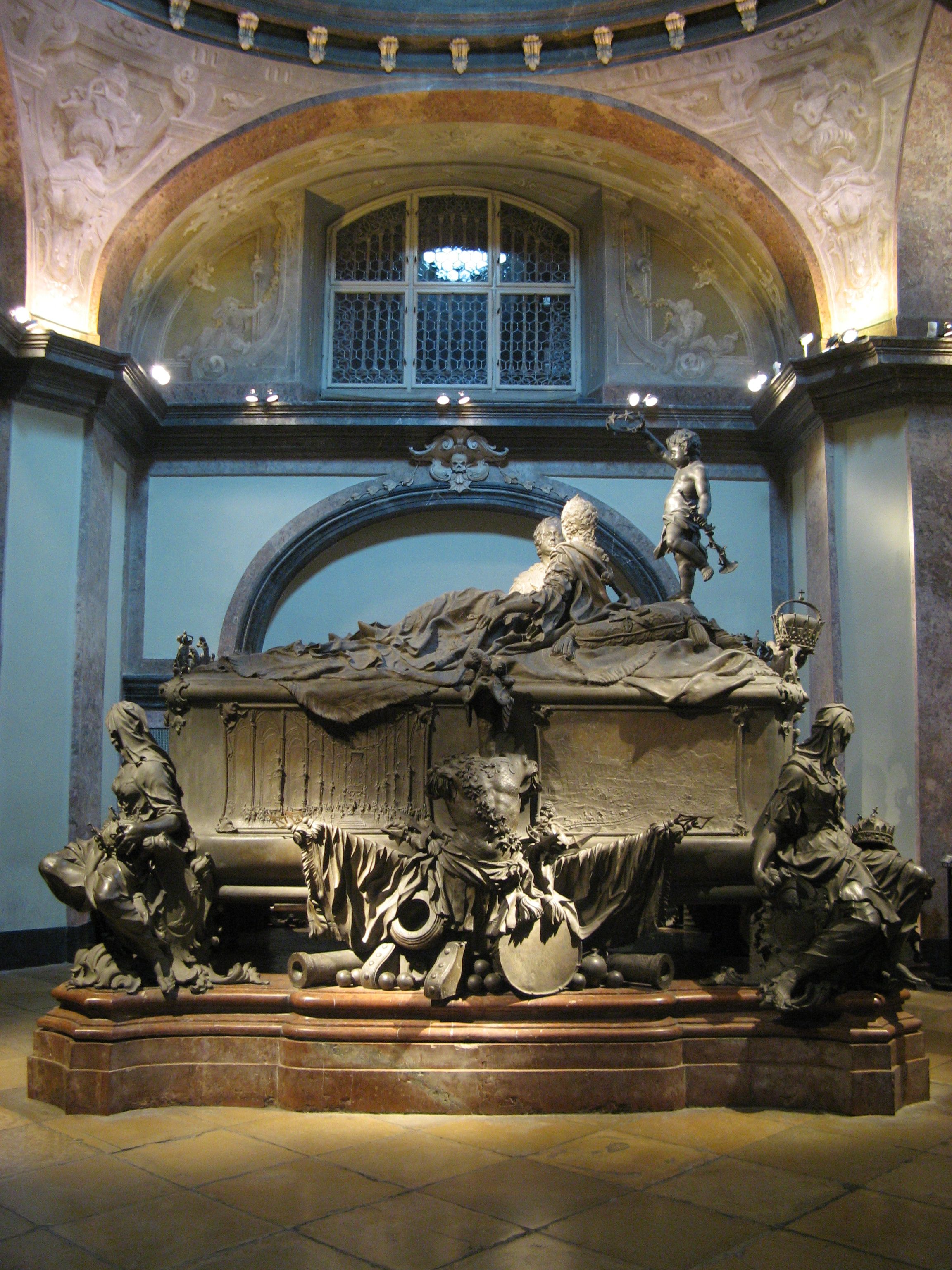
Doppel-Sarkophag von Maria Theresia und Franz Stephan in der Kapuzinergruft in Wien

- 29. November: Maria Theresia, römisch-deutsche Kaiserin, Erzherzogin von Österreich, Königin von Ungarn, Kroatien und Slawonien, Königin von Böhmen sowie Herzogin von Parma, Mailand und Luxemburg (* 1717)
- 29. November: Hieronymus David Gaub, deutscher Mediziner und Chemiker (* 1705)
- 01. Dezember: Johan Ihre, schwedischer Sprachforscher (* 1707)
- 14. Dezember: Ignatius Sancho, englischer Komponist und Schriftsteller afrikanischer Herkunft (* 1729)
- 21. Dezember: Christiana Regina Hetzer, erste Hausherrin des Gohliser Schlösschen zu Leipzig (* 1724)

### Genaues Todesdatum unbekannt
- Heinrich Bernhard Austin, preußischer Beamter und Gutsbesitzer (* 1723)
- Ami Butini, Genfer Plantagenbesitzer, Sklavenhalter und ethnografischer Sammler (* 1718)
- Johann Friedrich Glocker, württembergischer Maler (* 1718)
- Johann Baptist Georg Neruda, böhmischer Violinist, Dirigent und Komponist (* 1707)
- Konrad Alexander Vrints von Treuenfeld, kaiserlicher Resident (Gesandter) und Postmeister in Bremen (* 1707)